# Syrphoctonus tarsatorius

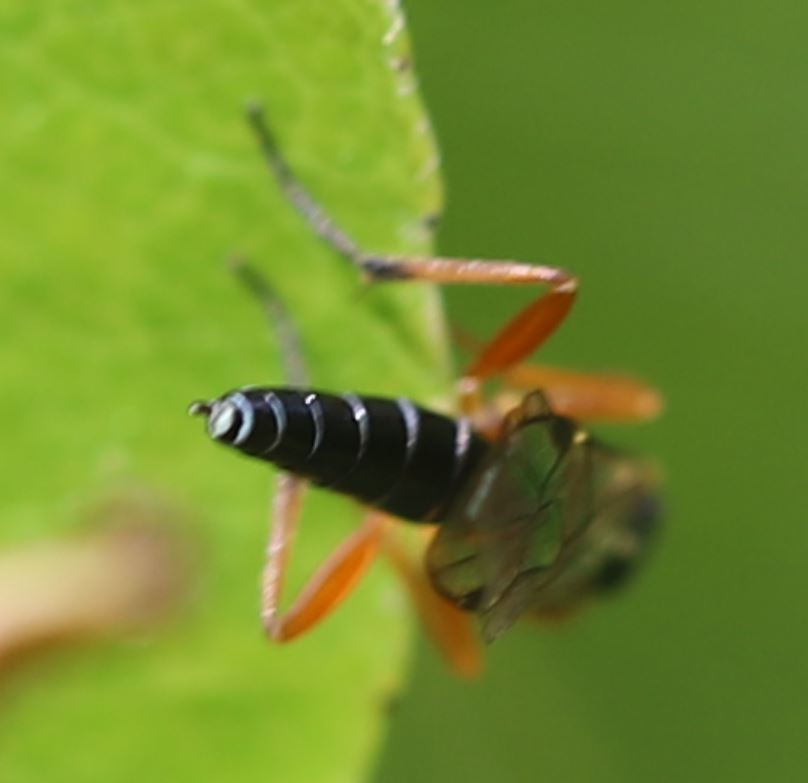
Hinterleib und Legestachel des Weibchens

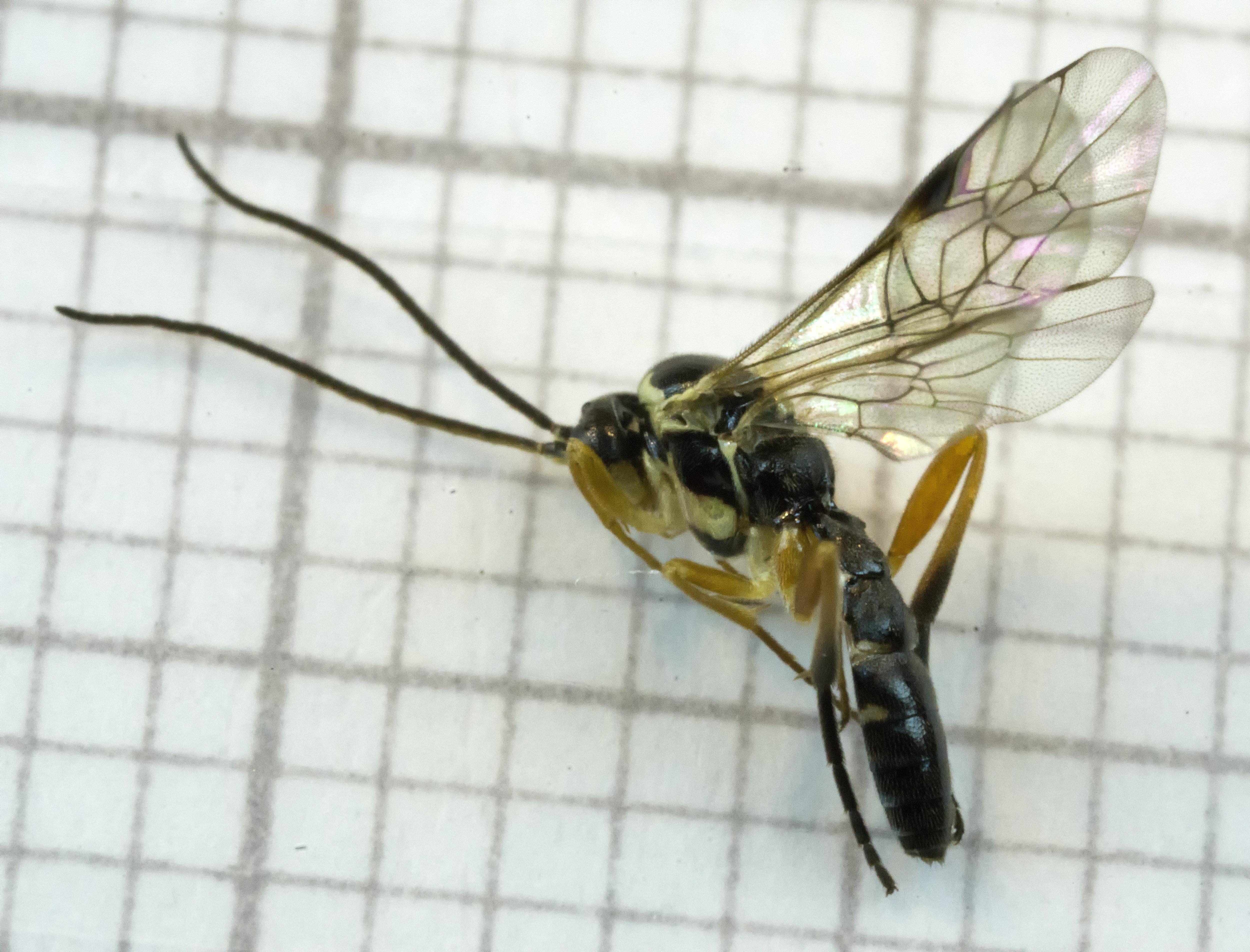
Männchen

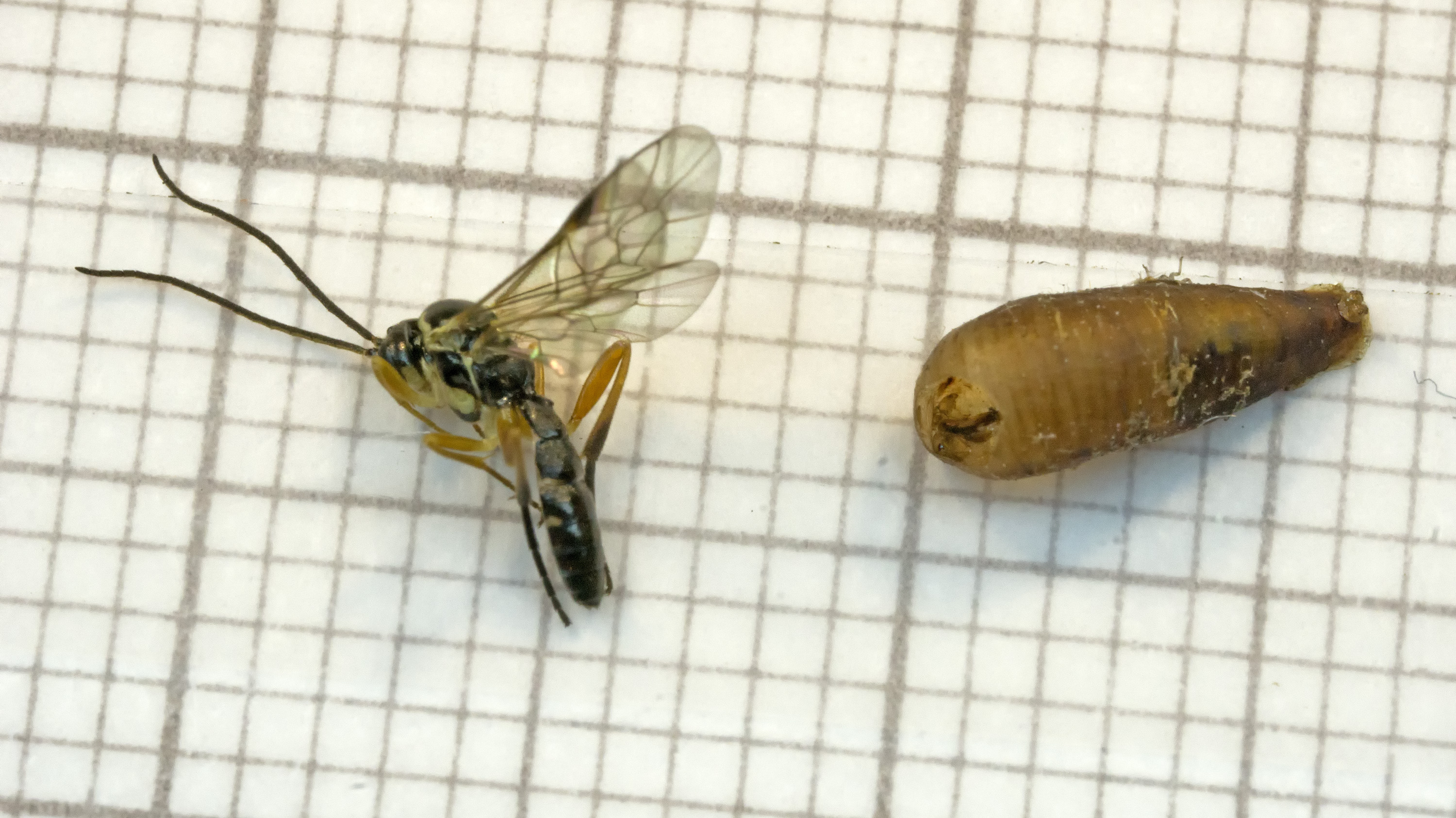
Männchen und Schwebfliegenpuppe

Syrphoctonus tarsatorius ist eine Schlupfwespe aus der Unterfamilie der Diplazontinae. 

## Merkmale
Die Schlupfwespen sind etwa 7 mm lang. Thorax und Hinterleib sind überwiegend schwarz gefärbt. Die Schlupfwespen weisen einen gelben Scutellar- und Postscutellarfleck auf. An den vorderen Seiten des Pronotums besitzen sie einen langgestreckten gelben Fleck. Die Beine sind mit Ausnahme des schwarzen apikalen Endes der hinteren Tibien und der hinteren Tarsen, die ebenfalls schwarz sind, gelbrot gefärbt. Die Vorderflügel weisen ein dunkles Pterostigma (Flügelmal) auf. Der Kopf der Weibchen ist schwarz, während bei den Männchen der vordere Bereich des Kopfes großflächig gelb gefärbt ist. Die schwarzen Fühler der Weibchen weisen an der Basis auf der Oberseite jeweils einen kleinen gelben Fleck auf. Die Fühler der Männchen sind auf der Oberseite schwarz, auf der Unterseite gelb gefärbt. Die Hinterleibssegmente des Weibchens weisen einen hellen Hinterrand auf. Der kurze Legestachel (Ovipositor) der Weibchen ist gewöhnlich am Hinterleibsende erkennbar.

## Verbreitung
Syrphoctonus tarsatorius ist in Europa weit verbreitet und kommt fast überall vor. Im Süden reicht das Vorkommen bis nach Nordafrika, im Osten über den Nahen Osten bis in die Orientalis. Ferner ist die Art offenbar auch in der Nearktis (Nordamerika) vertreten.

## Lebensweise
Syrphoctonus tarsatorius ist ein koinobionter Endoparasitoid von Schwebfliegenlarven, welche sich von Röhrenblattläusen (Aphididae) ernähren. Zu den Wirtsarten gehören die Hainschwebfliege (Episyrphus balteatus) und die Große Schwebfliege (Syrphus ribesii). Die Weibchen suchen Pflanzen mit Blattlausbefall auf und suchen die Blattlauskolonien nach Schwebfliegenlarven ab. Die Eiablage (Oviposition) findet in die Wirtslarve statt. Die fertige Schlupfwespe schlüpft später aus der Wirtspuppe. Die Schlupfwespen beobachtet man von Mai bis September.